# Partecipanti al Giro di Romandia 2022
Elenco dei partecipanti al Giro di Romandia 2022.
Il Giro di Romandia 2022 è stato la settantacinquesima edizione della corsa. Alla competizione presero parte 20 squadre: le 18 con licenza UCI World Tour 2022, 1 UCI ProTeam e 1 selezione nazionale.
Accreditati alla partenza 137 ciclisti.

## Corridori per squadra
Nota: R ritirato, NP non partito, FT fuori tempo, SQ squalificato
| Ineos Grenadiers   | Ineos Grenadiers      | Ineos Grenadiers   | UAE Team Emirates                  | UAE Team Emirates                  | UAE Team Emirates                  | Jumbo-Visma           | Jumbo-Visma            | Jumbo-Visma           |
| ------------------ | --------------------- | ------------------ | ---------------------------------- | ---------------------------------- | ---------------------------------- | --------------------- | ---------------------- | --------------------- |
| N°                 | Ciclista              | Clas.              | N°                                 | Ciclista                           | Clas.                              | N°                    | Ciclista               | Clas.                 |
| 1                  | Geraint Thomas        | 19°                | 11                                 | Marc Hirschi                       | 21°                                | 21                    | Steven Kruijswijk      | 7°                    |
| 2                  | Andrey Amador         | 50°                | 12                                 | Ivo Oliveira                       | 88°                                | 22                    | Rohan Dennis           | 8°                    |
| 3                  | Laurens De Plus       | 84°                | 13                                 | Juan Ayuso                         | 4°                                 | 23                    | Robert Gesink          | 52°                   |
| 4                  | Ethan Hayter          | 62°                | 14                                 | Finn Fisher-Black                  | 27°                                | 24                    | Michel Hessmann        | 107°                  |
| 5                  | Luke Plapp            | 9°                 | 15                                 | Fernando Gaviria                   | NP4ª                               | 25                    | Sepp Kuss              | 12°                   |
| 6                  | Brandon Rivera        | R 4ª               | 16                                 | Brandon McNulty                    | NP4ª                               | 26                    | Gijs Leemreize         | 79°                   |
| 7                  | Magnus Sheffield      | 48°                | 17                                 | Jan Polanc                         | 67°                                | 27                    | Timo Roosen            | 92°                   |
| Bahrain Victorious | Bahrain Victorious    | Bahrain Victorious | Intermarché-Wanty-Gobert Matériaux | Intermarché-Wanty-Gobert Matériaux | Intermarché-Wanty-Gobert Matériaux | Cofidis               | Cofidis                | Cofidis               |
| N°                 | Ciclista              | Clas.              | N°                                 | Ciclista                           | Clas.                              | N°                    | Ciclista               | Clas.                 |
| 31                 | Damiano Caruso        | 6°                 | 41                                 | Louis Meintjes                     | 32°                                | 51                    | Ion Izagirre           | 64°                   |
| 32                 | Gino Mäder            | 2°                 | 42                                 | Théo Delacroix                     | 106°                               | 52                    | Sander Armée           | 56°                   |
| 33                 | Hermann Pernsteiner   | 36°                | 43                                 | Quinten Hermans                    | 69°                                | 53                    | Tom Bohli              | 112°                  |
| 34                 | Johan Price-Pejtersen | 114°               | 44                                 | Laurens Huys                       | 110°                               | 54                    | Thomas Champion        | 109°                  |
| 35                 | Luis León Sánchez     | 40°                | 45                                 | Julius Johansen                    | 115°                               | 55                    | Rubén Fernández        | 42°                   |
| 36                 | Dylan Teuns           | 30°                | 46                                 | Baptiste Planckaert                | R 3ª                               | 56                    | Simon Geschke          | 3°                    |
| 37                 | Stephen Williams      | 98°                | 47                                 | Rein Taaramäe                      | 33°                                | 57                    | Davide Villella        | 31°                   |
| Groupama-FDJ       | Groupama-FDJ          | Groupama-FDJ       | Quick-Step Alpha Vinyl Team        | Quick-Step Alpha Vinyl Team        | Quick-Step Alpha Vinyl Team        | AG2R Citroën Team     | AG2R Citroën Team      | AG2R Citroën Team     |
| N°                 | Ciclista              | Clas.              | N°                                 | Ciclista                           | Clas.                              | N°                    | Ciclista               | Clas.                 |
| 61                 | Thibaut Pinot         | 13°                | 71                                 | Rémi Cavagna                       | 82°                                | 81                    | Ben O'Connor           | 5°                    |
| 62                 | Matteo Badilatti      | 59°                | 72                                 | Mattia Cattaneo                    | 91°                                | 82                    | Geoffrey Bouchard      | 43°                   |
| 63                 | Rudy Molard           | 25°                | 73                                 | Josef Černý                        | R 4ª                               | 83                    | Bob Jungels            | 61°                   |
| 64                 | Quentin Pacher        | 41°                | 74                                 | Mikkel Honoré                      | 46°                                | 84                    | Lawrence Naesen        | R 4ª                  |
| 65                 | Séb Reichenbach       | 15°                | 75                                 | James Knox                         | 71°                                | 85                    | Valentin Paret-Peintre | 89°                   |
| 66                 | Anthony Roux          | 90°                | 76                                 | Mauro Schmid                       | 23°                                | 86                    | Nans Peters            | 76°                   |
| 67                 | Michael Storer        | NP1ª               | 77                                 | Ethan Vernon                       | R 4ª                               | 87                    | Michael Schär          | 78°                   |
| Bora-Hansgrohe     | Bora-Hansgrohe        | Bora-Hansgrohe     | Lotto Soudal                       | Lotto Soudal                       | Lotto Soudal                       | Trek-Segafredo        | Trek-Segafredo         | Trek-Segafredo        |
| N°                 | Ciclista              | Clas.              | N°                                 | Ciclista                           | Clas.                              | N°                    | Ciclista               | Clas.                 |
| 91                 | Aleksandr Vlasov      | 1°                 | 101                                | Steff Cras                         | 11°                                | 111                   | Antonio Tiberi         | 72°                   |
| 92                 | Felix Großschartner   | 28°                | 102                                | Sébastien Grignard                 | 96°                                | 112                   | Jon Aberasturi         | FT5ª                  |
| 93                 | Sergio Higuita        | 24°                | 103                                | Matthew Holmes                     | NP2ª                               | 113                   | Julien Bernard         | 39°                   |
| 94                 | Patrick Konrad        | 73°                | 104                                | Harry Sweeny                       | 104°                               | 114                   | Gianluca Brambilla     | 26°                   |
| 95                 | Anton Palzer          | 51°                | 105                                | Harm Vanhoucke                     | 93°                                | 115                   | Kenny Elissonde        | 22°                   |
| 96                 | Max Schachmann        | 55°                | 106                                | Viktor Verschaeve                  | 81°                                | 116                   | Toms Skujiņš           | 58°                   |
| 97                 | Frederik Wandahl      | 97°                |                                    |                                    |                                    | 117                   | Antwan Tolhoek         | 66°                   |
| Movistar Team      | Movistar Team         | Movistar Team      | Team BikeExchange-Jayco            | Team BikeExchange-Jayco            | Team BikeExchange-Jayco            | Israel-Premier Tech   | Israel-Premier Tech    | Israel-Premier Tech   |
| N°                 | Ciclista              | Clas.              | N°                                 | Ciclista                           | Clas.                              | N°                    | Ciclista               | Clas.                 |
| 121                | Carlos Verona         | 16°                | 131                                | Matteo Sobrero                     | 83°                                | 141                   | Chris Froome           | 6°                    |
| 122                | Abner González        | 35°                | 132                                | Sam Bewley                         | 99°                                | 142                   | Patrick Bevin          | 38°                   |
| 123                | Johan Jacobs          | R 4ª               | 133                                | Kevin Colleoni                     | NP2ª                               | 143                   | Alexander Cataford     | 95°                   |
| 124                | Lluís Mas             | R 1ª               | 134                                | Tsgabu Grmay                       | 53°                                | 144                   | Jakob Fuglsang         | 29°                   |
| 125                | Gregor Mühlberger     | NP5ª               | 135                                | Amund Grøndahl J.                  | 94°                                | 145                   | Krists Neilands        | 80°                   |
| 126                | Óscar Rodríguez       | 44°                | 136                                | Jan Maas                           | 74°                                | 146                   | Corbin Strong          | NP4ª                  |
| 127                | Einer Rubio           | 10°                | 137                                | Dion Smith                         | 70°                                | 147                   | Michael Woods          | 17°                   |
| Team DSM           | Team DSM              | Team DSM           | Astana Qazaqstan Team              | Astana Qazaqstan Team              | Astana Qazaqstan Team              | EF Education-EasyPost | EF Education-EasyPost  | EF Education-EasyPost |
| N°                 | Ciclista              | Clas.              | N°                                 | Ciclista                           | Clas.                              | N°                    | Ciclista               | Clas.                 |
| 151                | Andreas Leknessund    | 34°                | 161                                | Harold Tejada                      | 20°                                | 171                   | Rigoberto Urán         | NP2ª                  |
| 152                | Nikias Arndt          | 54°                | 162                                | Valerio Conti                      | 77°                                | 172                   | Ben Healy              | 47°                   |
| 153                | Marco Brenner         | 87°                | 163                                | Stefan de Bod                      | 57°                                | 173                   | Neilson Powless        | 14°                   |
| 154                | Romain Combaud        | NP4ª               | 164                                | Dmitrij Gruzdev                    | R 4ª                               | 174                   | Sean Quinn             | 18°                   |
| 155                | Tim Naberman          | R 4ª               | 165                                | Antonio Nibali                     | 85°                                | 175                   | Georg Steinhauser      | 103°                  |
| 156                | Casper Pedersen       | 113°               | 166                                | Aljaksandr Rabušėnka               | 111°                               |                       |                        |                       |
| 157                | Martijn Tusveld       | NP4ª               | 167                                | Andrej Zejc                        | 60°                                |                       |                        |                       |
| Equipo Kern Pharma | Equipo Kern Pharma    | Equipo Kern Pharma | Selezione svizzera                 | Selezione svizzera                 | Selezione svizzera                 |                       |                        |                       |
| N°                 | Ciclista              | Clas.              | N°                                 | Ciclista                           | Clas.                              |                       |                        |                       |
| 181                | José Félix Parra      | 37°                | 191                                | Mathias Flückiger                  | 45°                                |                       |                        |                       |
| 182                | Urko Berrade          | 86°                | 192                                | Nils Brun                          | 108°                               |                       |                        |                       |
| 183                | Francisco Galván      | R 4ª               | 193                                | Filippo Colombo                    | 68°                                |                       |                        |                       |
| 184                | Carlos García Pierna  | 75°                | 194                                | Antoine Debons                     | 102°                               |                       |                        |                       |
| 185                | Raúl García Pierna    | 101°               | 195                                | Dario Lillo                        | 105°                               |                       |                        |                       |
| 186                | Diego López Fuentes   | 100°               | 196                                | Valère Thiébaud                    | 116°                               |                       |                        |                       |
| 187                | Pau Miquel            | 49°                | 197                                | Yannis Voisard                     | 63°                                |                       |                        |                       |